# Riserva naturale nazionale di Qomolangma
La riserva naturale nazionale di Qomolangma (in inglese: Qomolangma National Nature Preserve; abbreviato in QNNNP), conosciuta anche come riserva naturale Chomolungma (in inglese: Chomolungma Nature Reserve; abbreviato in QNP) protegge 3,381 milioni di ettari dell'Himalaya centrale nella regione autonoma del Tibet della Repubblica Popolare Cinese. Qomolangma è il nome tibetano per il monte Everest. Situata sul tetto del mondo, la riserva naturale nazionale di Qomolangma è stata una delle prime riserve naturali ad essere amministrata e protetta interamente da volontari locali. Grazie ai loro continui sforzi, sono stati raggiunti risultati significativi nel fermare la deforestazione dilagante, il turismo non regolamentato e la caccia illegale di animali selvatici rari nella regione di Qomolangma. Sono stati inoltre avviati programmi di rimboschimento e di raccolta dei rifiuti per ripristinare l'ambiente.
La riserva, inizialmente denominata Qomolangma Nature Preserve, è stata costituita il 18 marzo 1989 a livello regionale del Tibet. Il sostegno dell'allora governatore del Tibet, Hu Jintao, è stato fondamentale per dare forma al disegno gestionale basato sulla comunità, riassunto qui di seguito, e anche per aumentare le dimensioni della riserva (nel 1983 la Qomolangma Nature Preserve era la più grande riserva naturale dell'Asia). Nel 1993, il Consiglio di Stato della Repubblica Popolare Cinese ha elevato la sua protezione a livello nazionale e la Qomolangma Nature Preserve è diventata riserva naturale nazionale di Qomolangma.
La riserva fa parte del sacro paesaggio himalayano.

## Aspetti naturali
La riserva naturale nazionale di Qomolangma contiene, lungo il suo confine con il Nepal, quattro delle sei montagne più alte del mondo: Everest, Lhotse, Makalu e Cho Oyu. In questa riserva si trova anche lo Shisha Pangma, la 14° montagna più alta, l'unico picco degli ottomila totalmente in Cina. All’interno della riserva si trova il monastero di Rongbuk, il monastero alla più alta altitudine del mondo a 4500 m, e i campi agricoli alla più alta altitudine del mondo a 4300 m. La riserva ha luoghi di pellegrinaggio chiave per il santo poeta più famoso del buddhismo tibetano, Milarepa.
L'area protetta transfrontaliera contigua che è stata aggiunta alla riserva naturale nazionale di Qomolangma è collegata a cinque aree protette in Nepal. Queste aree sono: Parco nazionale del Makalu-Barun, Parco nazionale di Sagarmatha, Parco nazionale del Langtang, Area di conservazione del Manaslu e Area di Conservazione dell'Annapurna, che comprende una superficie totale ecologica protetta superiore a quella del territorio svizzero, conservando molteplici ecosistemi himalayani da molto umido a molto secco e da 300 a 8840 m di altitudine. Non adiacenti per una facile distanza migratoria dalla riserva naturale nazionale di Qomolangma ci sono importanti aree protette a Sikkim, in India, così come il paese del Bhutan che ha oltre il 40% della sua superficie protetta.

## Gestione
La riserva naturale nazionale di Qomolangma si distingue perché nessuna forza di sorveglianza protegge i suoi tesori naturali e culturali. La gestione è affidata alle comunità locali, in particolare ai governi delle quattro contee che compongono la riserva (Tingri, Dinggyê, Nyalam, Gyirong) con un ufficio di gestione a Shigatse, sede della prefettura. Le quattro contee hanno una popolazione stimata di oltre 90000 persone.
Mentre la norma nella conservazione comunitaria è stata la cogestione da parte della scienza e dei popoli tradizionali sotto una struttura di gestione separata per la conservazione, la riserva naturale nazionale di Qomolangma rappresenta un altro modello in cui scienza e tradizione si uniscono nell'amministrazione politica e non esiste un'amministrazione separata per la sua conservazione.
I volontari dei villaggi, noti come Pendeba (termine tibetano per i lavoratori che beneficiano del villaggio) sono formati in materia di salute primaria, nutrizione, orti, concetti di conservazione e gestione. La maggior parte dei 230 villaggi della riserva hanno inviato almeno un membro del villaggio per essere addestrato come Pendeba. Il continuo aggiornamento dei Pendeba è guidato da Tsering Norbu e dalla Pendeba Society, con sede nella riserva naturale nazionale di Qomolangma, una delle poche organizzazioni non a scopo di lucro nella regione autonoma del Tibet.

## Costituzione
La riserva naturale nazionale di Qomolangma è stata proposta nel 1985 da Daniel C. Taylor ai governi regionali tibetani e nazionali cinesi quando, in sostanza, non furono designate terre protette nella regione autonoma del Tibet. Come principali consulenti esterni per due decenni, Daniel C. Taylor e Chun-Wuei Su Chien hanno lavorato prima attraverso il The Mountain Institute e poi attraverso Future Generations per fornire assistenza gestionale per lo sviluppo scientifico, sociale, il rinnovamento storico, la pianificazione dell'ecoturismo e l'avvio del Programma Pendeba.
In seguito alla formazione della riserva naturale nazionale di Qomolangma, con il nuovo modello di gestione del territorio, l'area della regione autonoma del Tibet protetta a livello nazionale e regionale si è costantemente ampliata, utilizzando il modello di gestione della riserva, in cui le amministrazioni delle contee locali applicano le politiche di conservazione e dove le persone si impegnano nella gestione della stessa come parte delle loro attività di sostentamento. Attualmente, ci sono 23 riserve naturali designate a livello nazionale e regionale che proteggono collettivamente il 42% della superficie della regione.

## Fauna

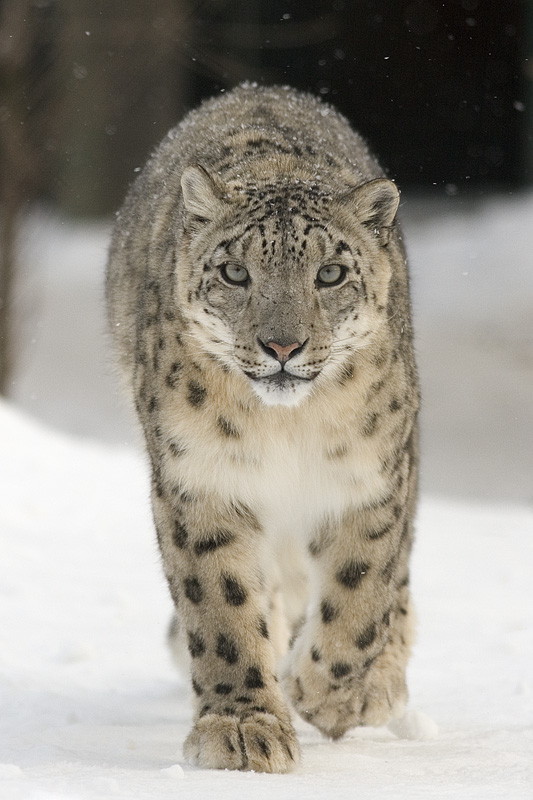
Leopardo delle nevi

La riserva naturale nazionale di Qomolangma ospita oltre 2000 specie di piante, 53 specie di mammiferi, 206 specie di uccelli, otto specie di anfibi, 10 specie di pesci. Il leopardo delle nevi è l'emblema della riserva naturale di Qomolangma. Oltre al leopardo, nella riserva si possono trovare lo zibetto di palma himalayana, il tahr dell'Himalaya, l'emione tibetano, il cervo nobile, l'orso tibetano e pecore. Sono compresi anche 47 specie di piante e animali rari e in pericolo di estinzione.